# Вельге (гміна)
Гміна Вельге (пол. Gmina Wielgie) — сільська гміна у північній Польщі. Належить до Ліпновського повіту Куявсько-Поморського воєводства.
Станом на 31 грудня 2011 у гміні проживало 6806 осіб.

## Площа
Згідно з даними за 2007 рік площа гміни становила 133.83 км², у тому числі:
- орні землі: 73.00%
- ліси: 16.00%

Таким чином, площа гміни становить 13.18% площі повіту.

## Населення
Станом на 31 грудня 2011:
| Опис     | Загалом | Загалом | Чоловіки | Чоловіки | Жінки | Жінки |
| -------- | ------- | ------- | -------- | -------- | ----- | ----- |
| одиниця  | осіб    | %       | осіб     | %        | осіб  | %     |
| все      | 6806    | 100     | 3384     | 49.72    | 3422  | 50.28 |
| міське   | 0       | 100     | 0        |          | 0     |       |
| сільське | 6806    | 100     | 3384     | 49.72    | 3422  | 50.28 |

## Сусідні гміни
Гміна Вельге межує з такими гмінами: Добжинь-над-Віслою, Фаб'янкі, Ліпно, Скемпе, Тлухово.